# Mesanepada
Mesanepada (sumersko 𒈩𒀭𒉌𒅆𒊒𒁕, mes-an-ne2-pad3-da), Meš-Ane-pada ali Mes-Anne-pada, poslovenjeno "mladenič, ki ga je izbral An") je bil prvi kralj Prve urske dinastije in prvi na Seznamu sumerskih kraljev, ki je vladal v 26. stoletju pr. n. št.  Vladal naj bi 80 let in vrgel s prestola Lugal-kituna Uruškega: "Potem je bil poražen Unug (Uruk) in kraljestvo je pripadlo Urimu (Uru)". Na enem od pečatov, najdenem na kraljevem pokopališču v Uru, je omenjen tudi kot kralj Kiša.

## Poreklo

### "Zaklad iz Ura", odkrit v Mariju
Mesanepada je bil sin Meskalamduga. V tako imenovanem "zakladu iz Ura", najdenem v Mariju, je bila tudi koralda iz lapisa lazuli z imenom kralja Meskalamduga. Napis na njej se bere:
𒀭𒈗𒌦 / 𒈩𒀭𒉌𒅆𒊒𒁕 / 𒈗𒋀𒀊𒆠 / 𒌉𒈩𒌦𒄭 / 𒈗𒆧𒆠 / 𒀀 𒈬𒈾𒊒

dlugal-kalam / mes-an-ne2-pa3-da / lugal uri5ki / dumu mes-ug-du10 / lugal kishki / a munaru

"Bogu Lugalkalamu ("gospod države", Dagan ali Enlil), Mesanepada, kralj Ura, sin Meskalamduga, kralja Kiša, posvečam to koraldo"
— Mesanepadova koralda iz Marija
- Koralda iz lapisa lazuli, Narodni muzej Damaska, Sirija[16][18][19]
- Prepis besedila[20]
- Eden od predmetov iz "zaklada iz Ura" je figurica "leva orla"[16]

Sprva se je domnevalo, da je bila koralda (M. 4439) Mesanepadovo darilo marijskemu kralju Gansudu ali Ansudu. Gornji prevod besedila je mnenje spremenil. Bog "Lugal-kalam" (𒀭𒈗𒌦, "Gospodar dežele"), kateremu jebil  napis posvečen, je sicer znan iz posvetil lokalnih vladarjev Šabe (Šalim) Marijskega  in Ištub-Iluma, ki ga imenujeta "Lugal-mātim" (𒀭𒈗𒈤𒁴, "Gospodar dežele"). Bog je veljal za enakega lokalnemu božanstvu Daganu ali Enlilu.
Kako je koralda prišla v Mari, ni jasno. Najdba vsekakor kaže na povezavo med Urom in Marijem v tistem času. Koralda je bila najdena v vrču, v tako imenovanem "zakladu iz Ura", v katerem so bili tudi drugi predmeti iz Ura ali Kiša. Vrč so prepoznali kot ustanovitveno daritev templju v Mariju.
Odkrite so bile tudi podobne posvetitvene perle kasnejših vladarjev, na primer Šulgija, ki je dal okoli leta 2100 pr. n. št. vgravirati dve bogovom posvečeni koraldi iz karneola.

### Aanepadova posvetilna tablica
Najdenih je bilo več tablic "Aanepade, sina Mesanepade", posvečenih bogu Ninhursagi. Vse imajo podobno vsebino:
𒀭𒊩𒌆𒄯𒊕 / 𒀀𒀭𒉌𒅆𒊒𒁕 / 𒈗𒌶𒆠 / 𒌉𒈩𒀭𒉌𒅆𒊒𒁕 / 𒈗𒌶𒆠 /𒀭𒊩𒌆𒉺𒂅𒊏 / 𒂍 𒈬𒈾𒆕

Dnin-hur-sag / a-an-ne2-pa3-da / lugal uri5{ki} / dumu mes-an-ne2-pa3-da / lugal uri5{ki} /Dnin-hur-sag-ra / e2 mu-na-du3

"Za Nin-hursago [je] Aanepada, kralj Ura, sin Mesanepade, kralja Ura, zgradil Ninhursagin tempelj"— Posvetilna tablica kralja Aannepade, Britanski muzej, BM 116982

### Seznam sumerskih kraljev
Mesanepada je na  Seznam sumerskih kraljev zapisan kot prvi vladar Prve urske dinastije, ki je vladal 80 let. Omenjeni so tudi njegovi nasledniki:
Uruk je bil z orožjem potolčen in kraljestvo je za nagrado dobil Ur. V Uru je kraljeval Mesanepada, ki je vladal 80 let. Meskiagnun, sin Mesanepade, je bil kralj in vladal 36 let; Elulu  je vladal 25 let, Balulu 36 let. Štirje kralji so vladali 171 (?) let. Ur je bil nato z orožjem razbit; kraljestvo je za nagrado dobil v Avan.
—  Seznam sumerskih kreljev, 137-147.

### Starobabilonska tablica:Tumalski napis
Mesanepada in njegov drugi sin sta omenjena tudi na starobabilonski tablici (1900-1600 pr. n. št.), Tumalskem napisu, ki omenja dosežke več kraljev. Takšne tablice so običajno kopije izgubljenih starejših tablic. 
"En-me-barage-si, kraj, je zgradil Iri-nanam v Enlilovem templju. Aga, En-me-barage-sijev sin, je iz Tumala naredil cvetoče mesto in v Tumal pripeljal Ninlil. Potem je bil Tumal prvič uničen. Meš-Ane-pada je zgradil Bur-šušuo v Enlilovem templju. Meskiagnun, sin Meš-Ane-pade, je iz Tumala naredil cvetoče mesto in v Tumal pripeljal Ninlil."
— Starobabilonska tablica Tumalski napis (1900-1600 pr. n. št.)

## Vladanje
Mesanepada je, vsaj diplomatsko, povezan s širjenjem  Ura. Njegovo vladavino potrjujejo koralda iz lapisa lazuli, ki je bila del  "zaklada iz Ura", in  pečati s kraljevega pokopališča v Uru z imeni Mesanepade in njegovih predhodnikov Meskalamduga in Akalamduga in kraljice Puabi. Na enem od pečatov z urskega pokopališča je omenjen tudi kot "Mesanepada, kralja Kiša".
Mesanepada in njegov sin in naslednik Meskiagnun, ki je vladal 36 let, sta na Tumalskem napisu skupaj z Gilgamešem Uruškim in njegovim sinom Ur-Nungalom  omenjena kot vzdrževalca glavnega templja v Nipurju, kar potrjuje njun položaj nadoblastnikov Sumerije. Sodeč po napisih, je Mesanepada prevzel naslov "kralj Kiša", s katerim je  pokazal svojo hegemonijo. Na tablici, posvečeni boginji Ninhursagi, najdeni v Tell el-Obeidu, je besedilo: "A-Anne-pada, kralj Ura, sin Mes-Anne-pade, kralja Ura, je zgradil tempelj za Ninhursago".
Za Mesanepado je bilo preprosto nemogoče, da bi prestol nasledil že v svojem otroštvu in potem  vladal 80 let. K njegovi vladavini je verjetno prišteta vladavnina njegovega očeta.
Za Mesanepadovega sina  Aanepada (Aja-ane-pada ali A-Anne-pada, "oče, ki ga je izbral  An"), katerega dolžina vladanja ni znana, je znano, da je zgradil Ninhursagin tempelj blizu Tell el-Obeida (v sedanjem Ubaidu), četudi na Seznamu sumerskih kraljav ni omenjen.
Ur-Nammujev zigurat je bil zgrajen verjetno na vrhu manjšega zigurata iz Mesanepadovega obdobja.
V 50. letih prejšnjega stoletja je Edmund I. Gordon domneval, da sta bila Mesanepada in arheološko izpričan zgodnji "kralj Kiša" Mesilim ista oseba, saj sta se njuni imeni v nekaterih pregovorih poznejših babilonskih tablicah menjavali. Domneva ni bila prepričljiva. Mlajši znanstveniki ju imajo za različni osebi in Mesilima običajno postavijo v Kiš pred Mesanepado.
- Mesanepadov pečat z vojno vsebino
- Mesanepadov pečat (človeško kolo)

## Kraljevo pokopališče v Uru
Mesanapeda je morda pokopan na Kraljevem pokopališču v Uru. Njegova grobnica bi lahko bila  PG 1232 ali PG 1237 z vzdevkom, "velika mrtvaška jama".
- Ostanki v grobnici PG 1232
- Razporeditev kraljevih spremljevalcev v grobnici PG 1237
- Oven v goščavi v grobnici PG 1237
- Srebrna lira iz PG 1237

| Vladarski nazivi               | Vladarski nazivi                             | Vladarski nazivi    |
| ------------------------------ | -------------------------------------------- | ------------------- |
| Predhodnik: Lugal-kitun Uruški | Kralj Sumerije okoli 26. stoletje pr. n. št. | Naslednik: Aanepada |
| Predhodnik: Meskalamdug        | Ensí Ura okoli 26. stoletje pr. n. št.       | Naslednik: Aanepada |